# Filippo Emanuele di Lorena
Filippo Emanuele di Lorena, duca di Mercoeur (Nancy, 9 settembre 1558 – Norimberga, 19 febbraio 1602), era il più anziano figlio sopravvissuto di Nicola di Lorena, duca di Mercoeur, e di Giovanna di Savoia-Nemours.

## Biografia
Creato cavaliere dell'Ordine dello Spirito Santo nel 1578, sposò Maria di Lussemburgo, duchessa de Penthièvre, il 12 luglio 1579 a Parigi. Nel 1582 fu nominato governatore della Bretagna da Enrico III di Francia, che aveva sposato la sua sorellastra Luisa di Lorena.
Il duca di Mercoeur si mise a capo della Lega cattolica in Bretagna e si proclamò protettore della Chiesa Cattolica Romana nella provincia nel 1588. Invocando antichi diritti ereditari di sua moglie, Nicoletta Balsy, che era una discendente dei duchi di Bretagna, cercò di rendersi indipendente in quella provincia organizzando un governo a Nantes, chiamando suo figlio "principe e duca di Bretagna". Con l'aiuto degli spagnoli sconfisse a Craon nel 1592 il duca di Montpensier, che Enrico IV di Francia gli aveva mandato contro; le truppe regie, con il supporto di contingenti inglesi, presto recuperarono il vantaggio. Il re marciò in persona contro Mercoeur e ricevette la sua resa il 20 marzo 1598. Il duca poi andò in Ungheria al servizio di Rodolfo II d'Asburgo e combatté contro i Turchi, prendendo Székesfehérvár nel 1599.

## Discendenza
Dalla moglie Maria di Lussemburgo ebbe due figli:
- Filippo Luigi (1589 – 1590);
- Francesca, Duchessa di Mercœur e Penthièvre (Novembre 1592 – 8 settembre 1669), sposò a Fontainebleau il 7 luglio 1609 Cesare di Borbone-Vendôme, figlio illegittimo (legittimato) di Enrico IV.

## Ascendenza
|                                |                      |                                 | Genitori                          |  |  | Nonni |  |  | Bisnonni            |  |  | Trisnonni                |  |
|                                |                      |                                 |                                   |  |  |       |  |  | Renato II di Lorena |  |  | Federico II di Vaudémont |  |
|                                |                      |                                 |                                   |  |  |       |  |  | Renato II di Lorena |  |  | Federico II di Vaudémont |  |
|                                |                      | Iolanda d'Angiò                 |                                   |  |  |       |  |  | Renato II di Lorena |  |  |                          |  |
| Antonio di Lorena              |                      |                                 |                                   |  |  |       |  |  | Renato II di Lorena |  |  |                          |  |
|                                |                      | Filippina di Gheldria           | Adolfo di Egmond                  |  |  |       |  |  |                     |  |  |                          |  |
|                                |                      | Filippina di Gheldria           | Adolfo di Egmond                  |  |  |       |  |  |                     |  |  |                          |  |
|                                |                      | Filippina di Gheldria           | Caterina di Borbone-Clermont      |  |  |       |  |  |                     |  |  |                          |  |
| Nicola di Lorena               |                      | Filippina di Gheldria           |                                   |  |  |       |  |  |                     |  |  |                          |  |
|                                |                      | Gilberto di Borbone-Montpensier | Luigi I di Montpensier            |  |  |       |  |  |                     |  |  |                          |  |
|                                |                      | Gilberto di Borbone-Montpensier | Luigi I di Montpensier            |  |  |       |  |  |                     |  |  |                          |  |
|                                |                      | Gilberto di Borbone-Montpensier | Gabriella di La Tour d'Auvergne   |  |  |       |  |  |                     |  |  |                          |  |
| Renata di Borbone-Montpensier  |                      | Gilberto di Borbone-Montpensier |                                   |  |  |       |  |  |                     |  |  |                          |  |
|                                |                      | Chiara Gonzaga                  | Federico I Gonzaga                |  |  |       |  |  |                     |  |  |                          |  |
|                                |                      | Chiara Gonzaga                  | Federico I Gonzaga                |  |  |       |  |  |                     |  |  |                          |  |
|                                |                      | Chiara Gonzaga                  | Margherita di Baviera             |  |  |       |  |  |                     |  |  |                          |  |
| Filippo Emanuele di Lorena     |                      | Chiara Gonzaga                  |                                   |  |  |       |  |  |                     |  |  |                          |  |
|                                | Filippo II di Savoia | Ludovico di Savoia              |                                   |  |  |       |  |  |                     |  |  |                          |  |
|                                | Filippo II di Savoia | Ludovico di Savoia              |                                   |  |  |       |  |  |                     |  |  |                          |  |
|                                | Filippo II di Savoia | Anna di Cipro                   |                                   |  |  |       |  |  |                     |  |  |                          |  |
| Filippo di Savoia-Nemours      | Filippo II di Savoia |                                 |                                   |  |  |       |  |  |                     |  |  |                          |  |
|                                |                      | Claudina di Brosse              | Giovanni II di Brosse             |  |  |       |  |  |                     |  |  |                          |  |
|                                |                      | Claudina di Brosse              | Giovanni II di Brosse             |  |  |       |  |  |                     |  |  |                          |  |
|                                |                      | Claudina di Brosse              | Nicoletta di Châtillon            |  |  |       |  |  |                     |  |  |                          |  |
| Giovanna di Savoia-Nemours     |                      | Claudina di Brosse              |                                   |  |  |       |  |  |                     |  |  |                          |  |
|                                |                      | Luigi I d'Orléans-Longueville   | Francesco I d'Orléans-Longueville |  |  |       |  |  |                     |  |  |                          |  |
|                                |                      | Luigi I d'Orléans-Longueville   | Francesco I d'Orléans-Longueville |  |  |       |  |  |                     |  |  |                          |  |
|                                |                      | Luigi I d'Orléans-Longueville   | Agnese di Savoia                  |  |  |       |  |  |                     |  |  |                          |  |
| Carlotta d'Orléans-Longueville |                      | Luigi I d'Orléans-Longueville   |                                   |  |  |       |  |  |                     |  |  |                          |  |
|                                |                      | Giovanna di Hochberg            | Filippo di Hochberg               |  |  |       |  |  |                     |  |  |                          |  |
|                                |                      | Giovanna di Hochberg            | Filippo di Hochberg               |  |  |       |  |  |                     |  |  |                          |  |
|                                |                      | Giovanna di Hochberg            | Maria di Savoia                   |  |  |       |  |  |                     |  |  |                          |  |
|                                |                      | Giovanna di Hochberg            |                                   |  |  |       |  |  |                     |  |  |                          |  |